# Borgomanero
Borgomanero (Borbané in piemontese, Burbané in lombardo) è un comune italiano di 21 233 abitanti della provincia di Novara in Piemonte.

## Geografia fisica

### Territorio

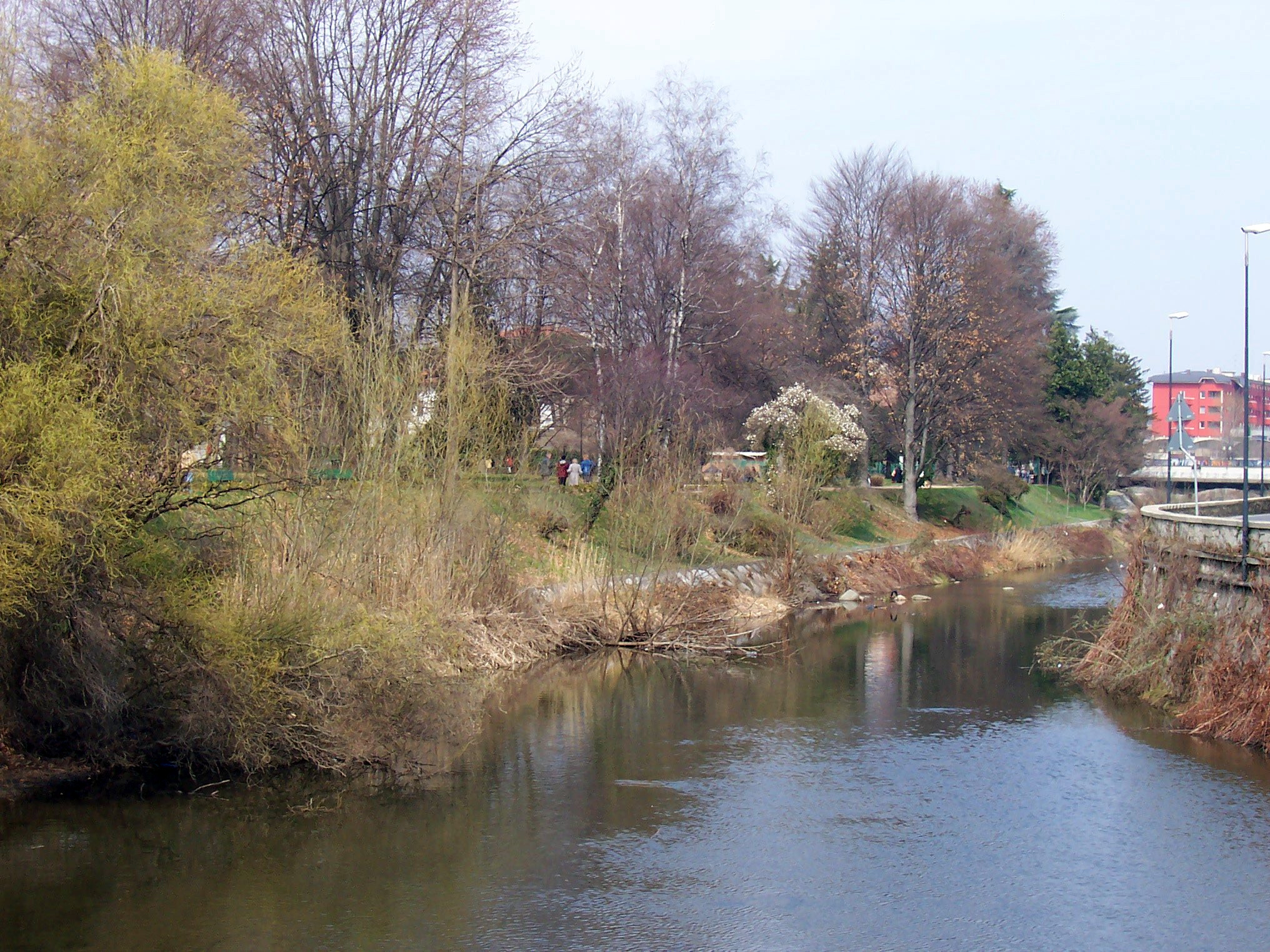
Il torrente Agogna

Borgomanero è situata a circa metà strada tra Novara, Varese e Verbania, in una conca pianeggiante alle pendici dei primi rilievi collinari-montuosi delle Alpi Pennine, a pochi chilometri dal lago d'Orta, dal Lago Maggiore e dal complesso del Mergozzolo; dista 30 km da Novara, 70 km da Milano e 110 km da Torino.
Dalla città di Borgomanero si possono raggiungere facilmente sia la Valsesia sia la Val d'Ossola. Il confine con la Lombardia dista 13 chilometri.

### Clima
Come si evince dai dati della Stazione meteorologica di Borgomanero, il clima della cittadina è, secondo la classificazione climatica di Koppen, di tipo temperato umido senza distinzione tra stagione umida e secca Cfb, poiché la temperatura media del mese più freddo è -0,6 °C e le precipitazioni risultano uniformemente distribuite nell'anno. Tuttavia, utilizzando la classificazione modificata, che ricorre all'isoterma 0 °C come temperatura media del mese più freddo per separare il clima di tipo C dal clima di tipo D, il clima di Borgomanero risulta essere continentale umido ad estate moderatamente calda Dfb.

### Idrografia
Borgomanero è bagnata dal torrente Agogna che l'attraversa da nord-est a sud-ovest, durante il suo cammino verso il Po. Il letto del torrente è stato deviato nella seconda metà del XVII secolo, per ragioni agricole; precedentemente il suo corso si immetteva verso il centro cittadino dando origine a diverse rogge, successivamente coperte o riempite di terra. Lungo l'ansa formatasi in corrispondenza della deviazione è nata l'Allea (nome derivante da un'espressione piemontese che riprende il francese aller, andare), una passeggiata sulle rive dell'Agogna.

## Storia
La leggenda narra che un gruppo di tredici persone, chiamate i Tredici Orchi (Trözz' Orchi nella forma dialettale), di ritorno da un pellegrinaggio all'isola di San Giulio, abbia fondato il primo nucleo della città, sulle rive dell'Agogna. La stessa leggenda racconta anche l'origine del tapulon, il piatto tipico della città, realizzato con i poveri ingredienti che il gruppo aveva a disposizione: la carne dell'unica asina che portava i loro bagagli, il vino e poco altro.
La prima denominazione ufficiale di Borgomanero è Burgus Sancti Leonardi, ossia Borgo di San Leonardo. Questo nome gli deriva dalla chiesa di san Leonardo, che presumibilmente risale agli anni tra il 1125 e il 1150.
Dalla Carta di Romagnano del 1198 sappiamo che a quel tempo Borgo San Leonardo godeva già della qualifica di borgo franco, cioè un borgo affrancato da prestazioni servili, estraneo alla giurisdizione comitale che pure manteneva una certa autorità e influenza.

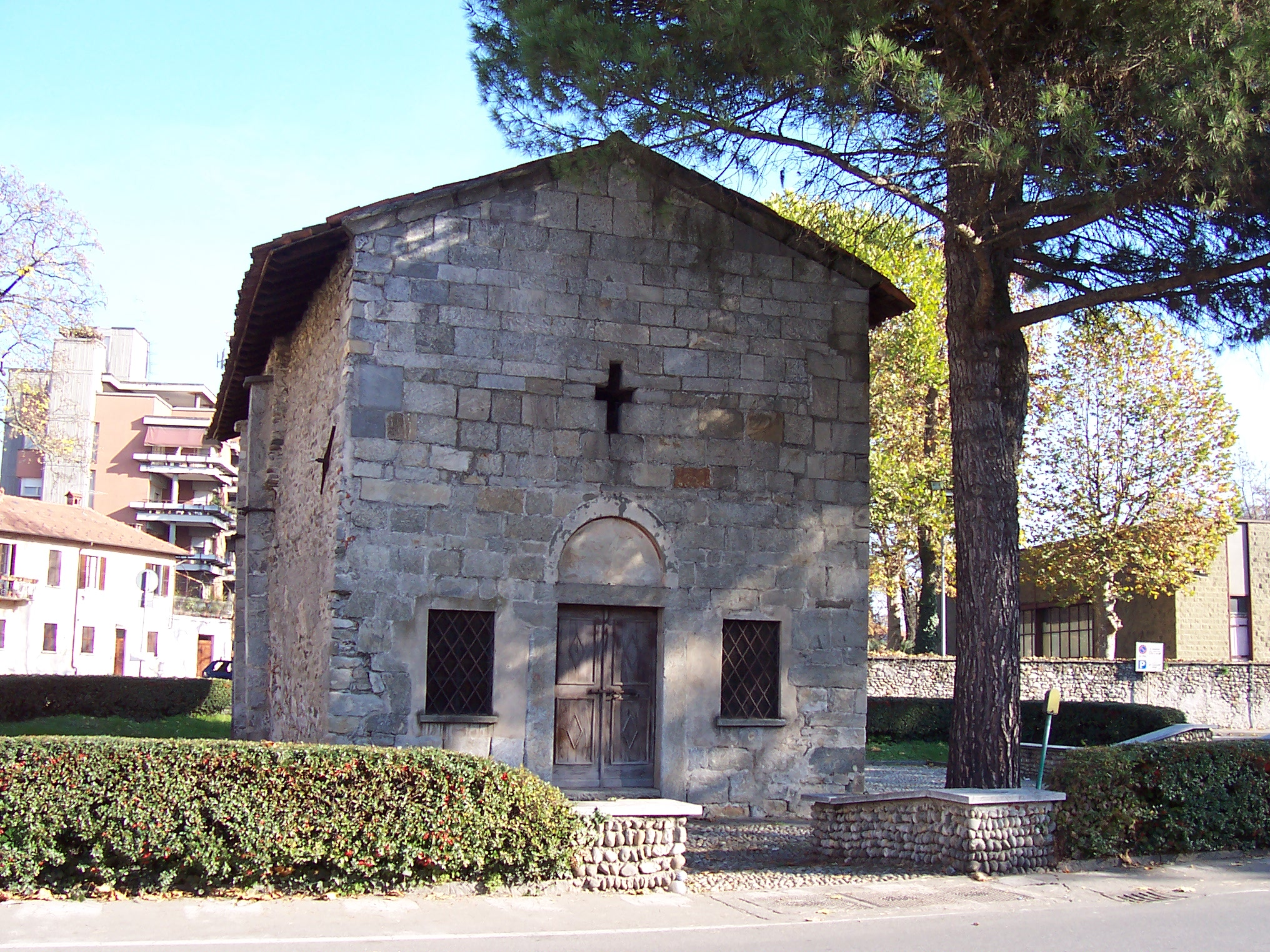
Chiesa di San Leonardo

Il toponimo Borgomanero invece deriva da Giacomo Mainerio (Jacobus de Mayneriis), che fu podestà di Novara tra il 1193 e il 1194. Mainerio ritenne questo luogo il più adatto per creare una roccaforte tra il Sesia e il Ticino e gli impose il proprio nome, sostituendo quello di Borgo San Leonardo. La costruzione del nuovo borgo implicò quasi certamente lo smantellamento dell'abitato di San Leonardo, la cui chiesa, conservata tuttora, rimase esterna alle mura, forse in funzione di chiesa cimiteriale; il nuovo abitato fu riprogettato sul modello della civitas romana.
In seguito il borgo continuò a crescere d'importanza e resistette a diversi assedi nella guerra tra Visconti e Paleologi del Trecento. Borgomanero perse una parte della sua autonomia quando i duchi di Milano la concessero in feudo dapprima ai Tornielli (1412-1447) e in seguito ai Trivulzio (1466-1548).
Nel 1449 venne coinvolta, per la sua posizione, nello scontro tra il duca Ludovico di Savoia e Francesco Sforza e i suoi dintorni furono teatro di una battaglia vinta dalle truppe lombarde capitanate da Bartolomeo Colleoni.
Successivamente, divenne un feudo degli Estensi per oltre duecento anni (1552-1757). Curiosamente, Borgomanero non fu toccata dalla peste di metà Seicento che imperversò in Europa, malgrado fossero colpite tutte le località circostanti, in quanto gli unici quattro appestati vennero espulsi dalla città e venne dato l'ordine di chiudere le porte e di isolare la città finché l'epidemia non si fosse estinta. Questa decisione, notevole per l'ignoranza dell'epoca sui contagi, salvò la cittadina dalla peste.
Durante i primi anni dell'Ottocento Borgomanero perse le sue ultime mura, trasformandosi in un centro commercialmente ed economicamente più moderno.
Borgomanero prese anche parte attiva al Risorgimento italiano: i fratelli Ercole e Antonio Maioni pagarono con l'esilio il tricolore innalzato a Torino nel 1821; Maddalena Zoppis perse un occhio durante le Cinque Giornate milanesi del 1848; Costantino Pagani fu uno dei Mille dell'impresa di Garibaldi. Subì, inoltre, l'occupazione austriaca all'indomani della battaglia della Bicocca del marzo 1849.
Il 19 aprile 1928 a Borgomanero fu aggregato il territorio del soppresso comune di Vergano Novarese, a seguito del regio decreto 11 marzo 1928 n. 602.
Del Novecento si ricordano figure come Mora e Gibin, medaglie d'oro della Resistenza, e Achille Marazza, membro del Comitato di Liberazione Nazionale Alta Italia, che nel 1967 donò al comune la villa e la biblioteca, oggi sede della fondazione che porta il suo nome. Ed ancora Fornara Celestina e Mora Silvana, due bambine perite per mitragliamento nazi-fascista durante la Seconda Guerra Mondiale.

## Monumenti e luoghi d'interesse

### Architettura religiosa

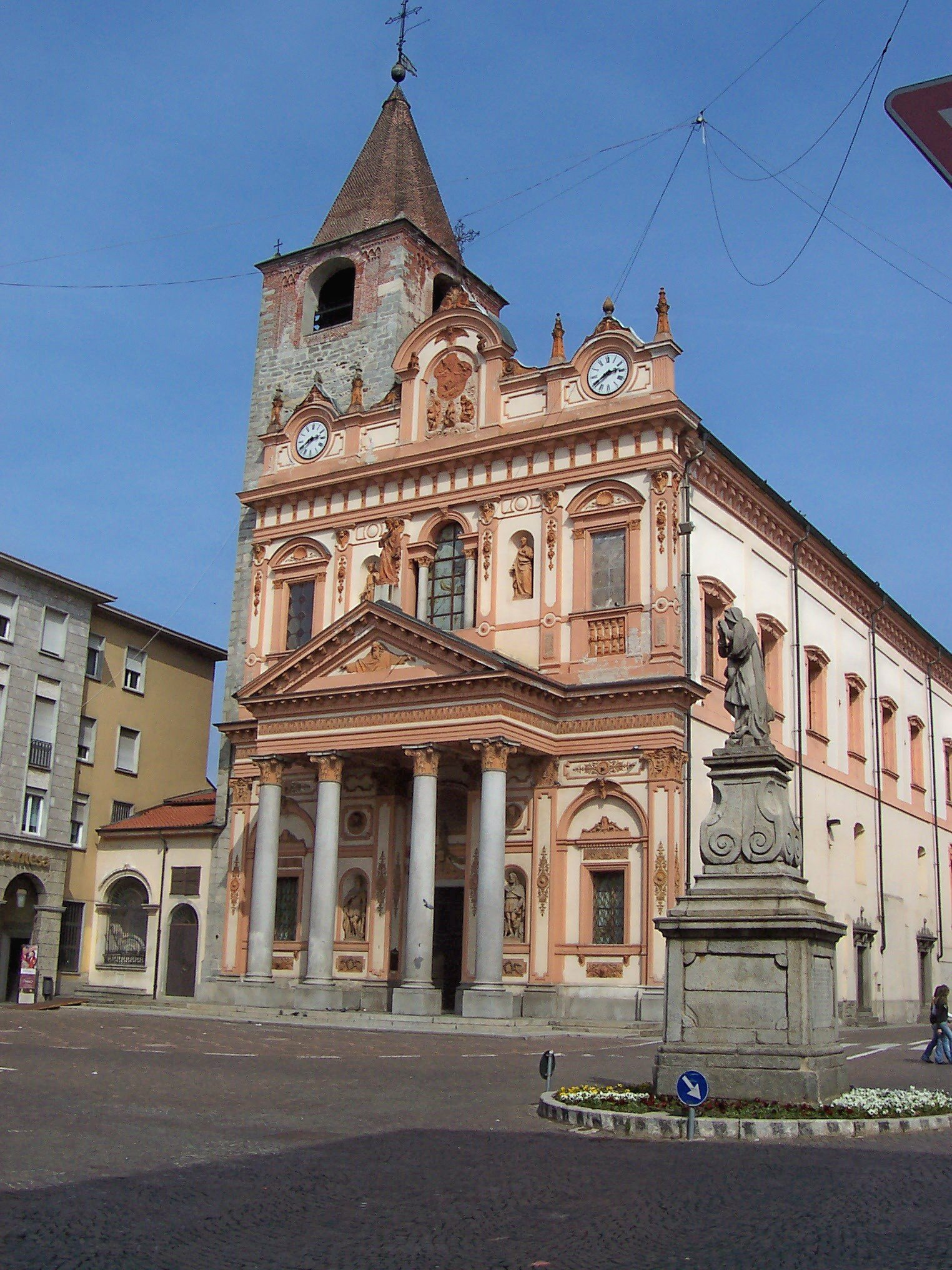
La parrocchiale di San Bartolomeo

- Chiesa parrocchiale di San Bartolomeo
- Chiesa o Oratorio di San Leonardo
- Chiesa di San Gottardo
- Chiesa della Santissima Trinità
- Chiesa di San Giuseppe
- Chiesa di San Giovanni
- Chiesa di Loreto
- Chiesa parrocchiale di Santa Cristina
- Chiesa parrocchiale di Vergano
- Chiesa parrocchiale di Santa Croce
- Chiesa parrocchiale di San Marco
- Oratorio di via Dante
- Chiesa di Sant'Alessandro
- Statua della Madonna in Piazza

### Architettura civile e militare
- Palazzo del Municipio
- Piazza Martiri della Libertà
- I quattro Corsi Cittadini
- Piazza San Gottardo
- Villa Marazza ed il suo parco
- Mercato del venerdì
- Villa Zanetta
- Parco della Resistenza
- Castello di Vergano[9]
- Ponte del Torrione
- Vecchio mulino ad acqua di San Marco
- Monumento ai caduti
- Palazzo ex GIL (sede attuale del Comando della Polizia Locale)
- Museo della civiltà agricola locale
- Stazione ferroviaria
- Palazzo delle scuole medie Gobetti
- Monumento a Pasqualino Fornara
- Foro Boario
- Lavatoio di Piovino
- Cascina e Torre Baraggiola
- Mulino della Resiga
- Palazzo d'Este
- Cimitero monumentale della Sorga
- Torretta storica di Via Scuole

### Località
- Collina di Santa Cristina
- Collina di Vergano
- Colle di San Michele
- Collina del Colombaro
- Torrente Agogna ed i suoi ponti

## Società

### Evoluzione demografica
Abitanti censiti

### Etnie e minoranze straniere

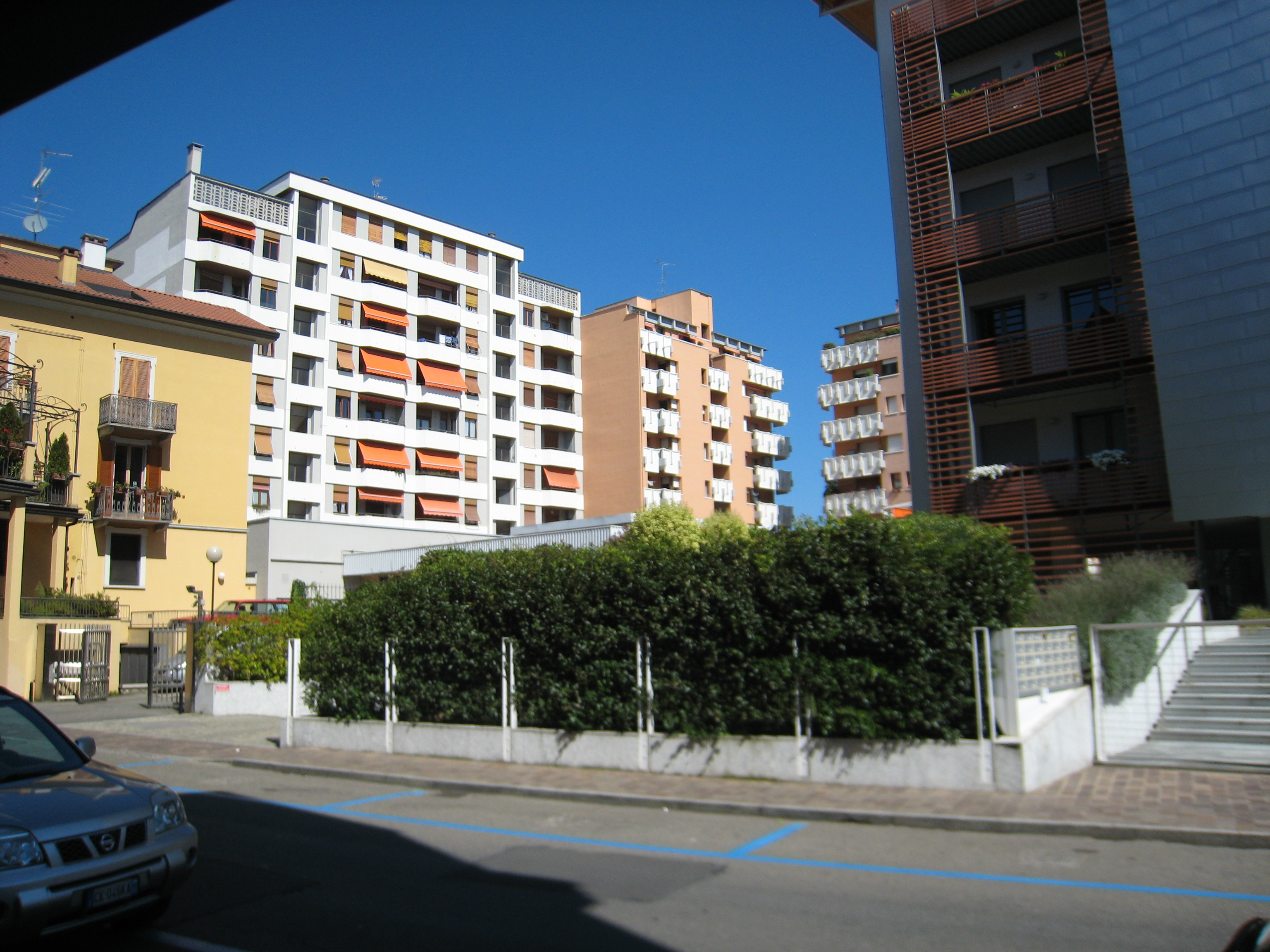
Scorcio del quartiere San Rocco

Gli stranieri residenti nel comune sono 2 240, ovvero il 10,3% della popolazione. Di seguito sono riportati i gruppi più consistenti::
1. Ucraina, 588
2. Marocco, 460
3. Senegal, 260
4. Albania, 206
5. Romania, 185
6. Cina, 160
7. Ghana, 34
8. Moldavia, 30
9. Polonia, 23

### Lingue e dialetti
A cavallo tra l'area linguistica piemontese e quella lombarda occidentale, il dialetto di Borgomanero presenta caratteri particolari che lo differenziano marcatamente dalle parlate limitrofe. Una caratteristica evidente che lo contraddistingue (che si ritrova anche nel Bustocco, parlato a Busto Arsizio) è la presenza della /u/ atona finale in sostantivi e aggettivi maschili singolari, ad es. "autu", alto, "brasciu", braccio, "centu", cento, "denciu", dente, "fregiu", freddo. Tra le frazioni che compongono il paese vi sono alcune differenze tra i dialetti: per esempio tra il centro di Borgomanero e Santa Cristina vi sono piccole differenze dialettali, che in passato facevano comprendere immediatamente la provenienza dei cittadini.

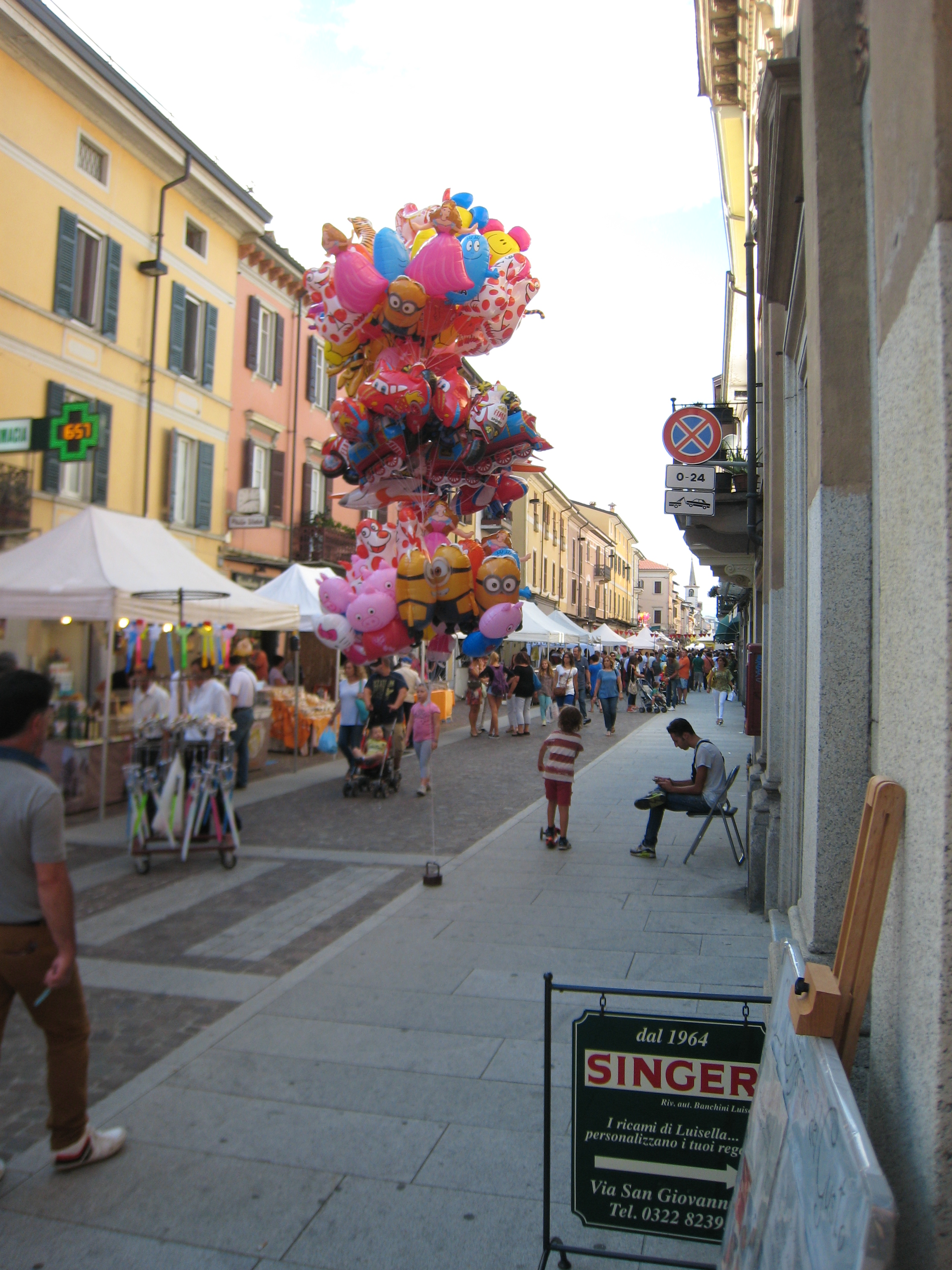
Vista da piazza XX Settembre sul corso Roma

## Cultura

### Biblioteche

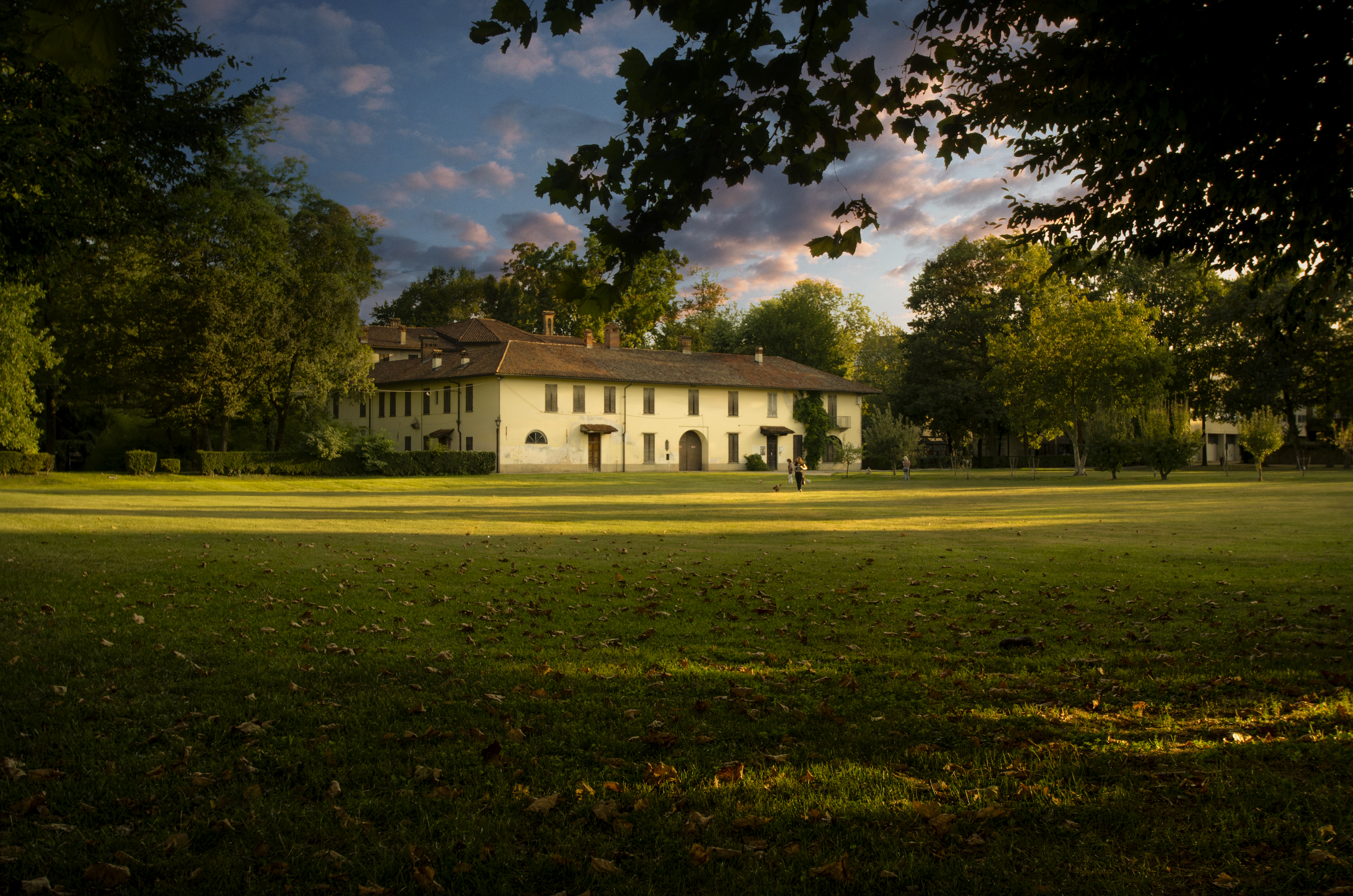
Foto di Villa Marazza, vincitrice del concorso WikiLoves Piemonte 2017

È presente la biblioteca pubblica e Casa della cultura, "Fondazione Achille Marazza", fondata nel 1971.

### Media

#### Stampa
Dal 1996 ha sede a Borgomanero la redazione della rivista Atelier, trimestrale di poesia, critica e letteratura.

### Cucina
Il tapulon è il piatto tradizionale di Borgomanero, ricetta a base di carne trita originariamente di asino.

### Eventi
Dal 1936 ha luogo nel Comune la Festa dell'Uva, un insieme di eventi culturali, sportivi e folkloristici che si tiene nel mese di settembre. All'interno della manifestazione si svolge il Palio degli Asini, evento nato nel 1975, anche se alcuni documenti ne farebbero risalire l'origine al 1891.

## Infrastrutture e trasporti

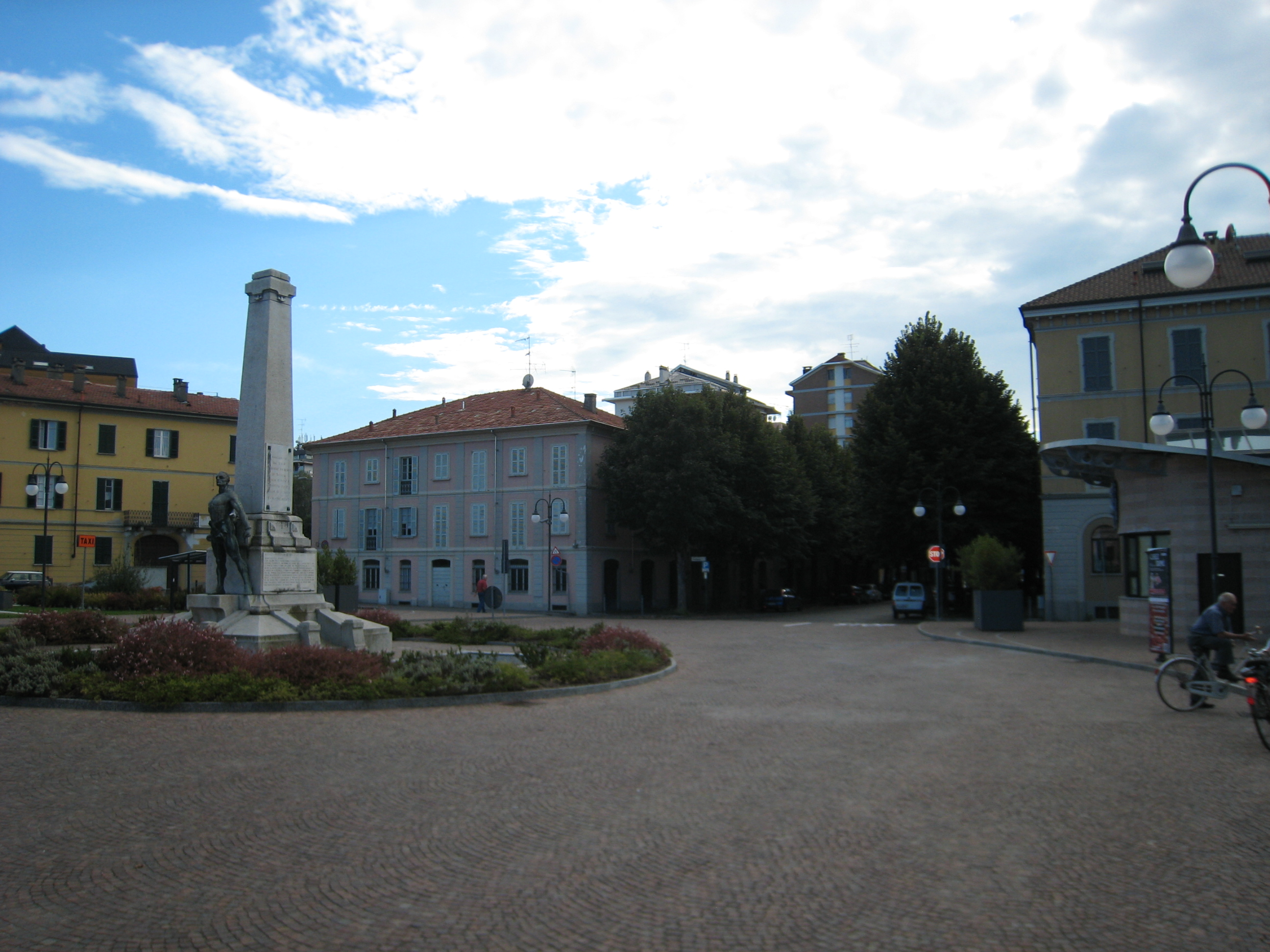
Il piazzale della stazione

Il comune è servito dall’A26 Genova Voltri-Gravellona Toce tramite il casello di Borgomanero, è inoltre interessato dalla SS229 Novara-Gravellona Toce e dalla SP142 Biellese, che collega Biella ad Arona.
La stazione di Borgomanero è posta lungo la ferrovia Domodossola-Novara e punto di incrocio con la linea Santhià-Arona, priva di traffico dal 2012. L'impianto è servito da treni regionali effettuati da Trenitalia nell'ambito del contratto di servizio stipulato con la Regione Piemonte.

## Amministrazione

Gonfalone civico

| Periodo           | Periodo           | Primo cittadino     | Partito                       | Carica      | Note |
| ----------------- | ----------------- | ------------------- | ----------------------------- | ----------- | ---- |
| 5 dicembre 1994   | 29 settembre 1997 | Maria Piera Pastore | Forza Italia                  | Sindaco     |      |
| 29 settembre 1997 | 8 giugno 1998     | Domenico Cuttaia    |                               | Commissario |      |
| 8 giugno 1998     | 29 maggio 2007    | Pierluigi Pastore   | L'Ulivo                       | Sindaco     |      |
| 29 maggio 2007    | 13 giugno 2017    | Anna Tinivella      | Forza Italia                  | Sindaco     |      |
| 13 giugno 2017    | in carica         | Sergio Bossi        | Indipendente di centro-destra | Sindaco     |      |

### Gemellaggi
- Digne-les-Bains
- Bad Mergentheim

## Sport
A Borgomanero sono presenti diverse società sportive:
- Centro Sportivo Borgomanero
- ASD Accademia Borgomanero 1961
- Borgomanero Basket Giovane A.D.
- A.S.D. Basket Spartans[16]
- Borgomanero Rugby S.Marco (rugby)
- Pallacanestro Borgomanero A.D.
- A.S.D Arcieri del Borgo, facente parte della FITARCO
- A.S.D. RBK Karate, in frazione San Marco
- A.S.D. INVICTUS cross-training[17]
- A.S.D. Energy85, palestra aperta nel 1985, conosciuta anche come Studio85

La Cimberio Borgomanero ha militato nel campionato di Legadue 2001-02, seconda serie professionistica di pallacanestro, prima di trasferire il titolo sportivo a Novara a partire dalla stagione successiva.
Il 3 giugno 1928, nella "tappa volante" di Borgomanero del 16º Giro d'Italia, vinse Domenico Piemontesi davanti a Binale e Binda.

Il 1º giugno 1997 la 15ª tappa del Giro d'Italia si è conclusa a Borgomanero con la vittoria di Alessandro Baronti.